# Sân vận động bóng chày tỉnh Gifu
Sân vận động bóng chày tỉnh Gifu là một sân vận động đa năng nằm ở thành phố Gifu, Nhật Bản. Mở cửa vào năm 1930, hiện nơi đây được sử dụng chủ yếu cho các trận bóng chày và có sức chứa 30.000 khán giả.